# Mauro Spina
Mauro Spina (San Ferdinando di Puglia, 29 aprile 1953) è un batterista, compositore, arrangiatore e produttore discografico italiano.

## Biografia
Figlio d'arte da parte di padre, ha iniziato presto a suonare e si è trasferìto giovanissimo con tutta la famiglia dalla Puglia alla Lombardia per coltivare il suo talento e continuare da autodidatta il suo processo di formazione.

Noto per essere stato dal 1975 il batterista storico del gruppo Crisalide, insieme al tastierista Ernesto Vitolo, al bassista Stefano Cerri, al chitarrista Luciano Ninzatti e al percussionista Maurizio Preti ha suonato poi sia in studio che dal vivo con Loredana Bertè, Massimo Bubola, Alberto Radius, Alice, Fausto Leali, Pierangelo Bertoli, Carmen Consoli, Eugenio Bennato, Pino Daniele, Eugenio Finardi, Edoardo Bennato, Ivano Fossati, Teresa De Sio, Rudy Marra
Nel 1980, negli Stone Castle Studios di Carimate(CO), partecipa alla registrazione dei brani Nun me scoccià e Sotto 'o sole per l'album Nero a metà di Pino Daniele e suona la batteria nella relativa tournée.
Nell'inverno del 1988 compie con Ivano Fossati il tour Discanto.
A proposito del periodo con Eugenio Finardi il giornalista Mario Riggio, sull'articolo dedicato al batterista e pubblicato su Speciale Percussioni nel settembre 1996, ha scritto testualmente:
«Extraterrestre portami via cantava Eugenio Finardi nel 1977, ma l'extraterrestre sembrava il batterista Mauro Spina, inventore di un tempo giocato tra ride e hi-hat suonati contemporaneamente, era l'inizio di una nuova era, con la ricerca di sonorità nuove [...]»
Batteristicamente i suoi maestri ispiratori sono stati oltre a Ian Paice, Mitch Mitchell, Stewart Copeland, David Garibaldi, e Bernard Purdie, anche Buddy Rich e Tony Williams.
Nel 1989 ha composto con Edoardo Bennato la musica del brano Vendo Bagnoli, inserito nell'album Abbi dubbi, poi nel 1991 ha composto per l'album Il re degli ignoranti di Adriano Celentano le musiche dei brani Fuoco e La più migliore, mentre nel 1994 per l'album Quel punto sempre di Celentano, ha musicato La Trappola, Ja Teblia Liubliu e Quel punto, di quest'ultima canzone ha curato anche gli arrangiamenti, nel 1992 ha prodotto l'album Il paese dei balocchi di Edoardo Bennato con la partecipazione di Bo Diddley, inoltre ancora per Celentano, ha composto i brani Ti lascio vivere per l'album del 1996 Arrivano gli uomini e nel 2000 Il figlio del dolore per l'album Esco di rado e parlo ancora meno.
Negli anni novanta ha avuto lo Stonehenge Studio di Peschiera Borromeo dove ha registrato con diversi artisti, anche internazionali come Robert Palmer.

## Discografia parziale
- 1976: Che cosa sei di Alberto Radius
- 1976: Eppure soffia di Pierangelo Bertoli
- 1977: TIR di Loredana Bertè
- 1977: Leapoli di Fausto Leali
- 1978: Suicidio di Faust'O
- 1978: Blitz di Eugenio Finardi
- 1979: Roccando rollando di Eugenio Finardi
- 1979: Il signore dei gatti di Mauro Pelosi
- 1979: Agrodolce di Enzo Malepasso
- 1980: Sulla terra sulla luna di Teresa De Sio
- 1980: Nero a metà di Pino Daniele
- 1980: Capo Nord di Alice
- 1980: Un gusto superiore di Paolo Tofani & Claudio Rocchi
- 1981: Leggende di Alberto Radius
- 1982: Avitabile di Enzo Avitabile
- 1983: Eugenio Bennato di Eugenio Bennato
- 1983: È arrivato un bastimento di Edoardo Bennato
- 1983: Tre di Teresa De Sio
- 1983: Mario Acquaviva di Mario Acquaviva
- 1985: Kaiwanna di Edoardo Bennato
- 1986: Musica musica di Pino Daniele
- 1986: Io e Red di Red Canzian
- 1987: Edoardo live di Edoardo Bennato
- 1987: OK Italia di Edoardo Bennato
- 1988: Il gioco continua di Edoardo Bennato
- 1989: Abbi dubbi di Edoardo Bennato
- 1991: Il re degli ignoranti di Adriano Celentano
- 1991: Com'eravamo stupidi di Rudy Marra
- 1992: Ridin' High di Robert Palmer
- 1992: Il paese dei balocchi di Edoardo Bennato
- 1994: Se son rose fioriranno di Edoardo Bennato
- 1994: Honey di Robert Palmer
- 1994: Quel punto di Adriano Celentano
- 1995: Charade di Alice
- 1995: Sopa d'amour di Rudy Marra
- 1996: Arrivano gli uomini di Adriano Celentano
- 1996: Mai e poi mai di Raffaella Cavalli
- 1997: Mon trésor di Massimo Bubola
- 1998: Exit di Alice
- 1998: Mediamente isterica di Carmen Consoli
- 1999: Rhythm & blues di Robert Palmer
- 1999: God Is My DJ di Alice
- 1999: Arcano enigma di Juri Camisasca
- 2000: Esco di rado e parlo ancora meno di Adriano Celentano
- 2003: Drive di Robert Palmer